# Кампора Сан Ђовани
Кампора Сан Ђовани је насеље у Италији у округу Козенца, региону Калабрија.
Према процени из 2011. у насељу је живело 3002 становника. Насеље се налази на надморској висини од 28 м.